# Konrad I Bawarski
Konrad I Bawarski (także zwany Kuno; ur. ok. 1020 r.; zm. 5 grudnia 1055 r.) – książę Bawarii w latach 1049–1053, pan Zütphen, z rodu Ezzonidów.
Konrad był synem Ludolfa Lotaryńskiego i Matyldy z Zütphen.
Cesarz Henryk III nadał Konradowi Bawarię. Nowy książę nie pochodził z miejscowego możnowładztwa i nie był przez nie akceptowany. Cesarz miał w ten sposób pewność, że Konrad nie będzie prowadził niezależnej od niego polityki i mocno zwiąże Bawarię z cesarstwem. Książę jednak, wbrew woli cesarza, poślubił Judytę ze Schweinfurtu, córkę księcia Szwabii Ottona III i poprzez to małżeństwo usiłował wzmocnić swoją pozycję w Bawarii. To zdecydowało, że w 1053 r. cesarz pozbawił Konrada księstwa i nadał Bawarię swojemu synowi, późniejszemu cesarzowi Henrykowi IV.
Przed Konradem księciem bawarskim był także cesarz Konrad II w latach 1026–1027 i dlatego nie wiadomo z jakiego powodu obaj są nazywani Konradem I. Istnieje jeszcze inny bawarski Konrad II, syn cesarza Henryka III.